# Team17
Team17 is een Britse ontwikkelaar en uitgever van computerspellen. Het bedrijf werd opgericht op 7 december 1990.

## Geschiedenis
Eind 1990 startten Michael Robinson, Martyn Brown, Debbie Bestwick, Andreas Tadic, Rico Holmes en Peter Tuleby het bedrijf dat een samenvoeging was van de Britse uitgever 17-Bit Software en de Zweedse ontwikkelstudio Team 7.
Hun eerste spel genaamd Full Contact voor de Commodore Amiga kwam uit in 1991. Veel succes behaalde men met Worms uit 1995. De meest succesvolle titel van het bedrijf is het strategiespel The Escapists uit 2015. Er werden ruim een miljoen exemplaren verkocht binnen het eerste jaar na uitgave.
Het bedrijf groeide aanzienlijk in 2019. Ruim 80% van de omzet was afkomstig van het publiceren van games. De bestverkochte spellen in die tijd waren Hell Let Loose en My Time at Portia. Men kondigde ook aan om verder uit te breiden met de aankoop van meer ontwikkelstudio's.

## Lijst van speltitels
Een selectie van enkele computerspellen die zijn ontwikkeld en uitgegeven door Team17.

### Als ontwikkelaar
| Jaar | Titel                 | Platform                                                                                         |
| ---- | --------------------- | ------------------------------------------------------------------------------------------------ |
| 1991 | Full Contact          | Amiga                                                                                            |
| 1991 | Alien Breed           | Amiga, BlackBerry, DOS                                                                           |
| 1992 | Superfrog             | Amiga                                                                                            |
| 1993 | Project-X             | Amiga                                                                                            |
| 1995 | Worms                 | Amiga, Amiga CD32, Atari Jaguar, Mac OS, Game Boy, MS-DOS, PlayStation, Mega Drive, Saturn, SNES |
| 2008 | Worms: A Space Oddity | Wii                                                                                              |
| 2014 | Worms Battlegrounds   | PlayStation 4, Xbox One                                                                          |
| 2017 | The Escapists 2       | Windows, Switch, PlayStation 4, Xbox One, Linux, macOS                                           |
| 2020 | Worms Rumble          | Windows, PlayStation 4, PlayStation 5                                                            |

### Als uitgever
| Jaar | Titel                                | Platform                                                               |
| ---- | ------------------------------------ | ---------------------------------------------------------------------- |
| 1993 | Qwak                                 | Amiga                                                                  |
| 1996 | The Speris Legacy                    | Amiga, Amiga CD32                                                      |
| 2015 | The Escapists                        | Android, iOS, Linux, macOS, Windows, PlayStation 4, Xbox 360, Xbox One |
| 2017 | Yooka-Laylee                         | Windows, PlayStation 4, Xbox One, Switch, Linux, macOS                 |
| 2017 | Aven Colony                          | Windows, PlayStation 4, Xbox One                                       |
| 2018 | Yoku's Island Express                | Windows, PlayStation 4, Xbox One, Switch                               |
| 2018 | Overcooked 2                         | Windows, PlayStation 4, Xbox One, Switch                               |
| 2019 | My Time at Portia                    | Windows, PlayStation 4, Xbox One, Switch                               |
| 2019 | Yooka-Laylee and the Impossible Lair | Windows, PlayStation 4, Xbox One, Switch, Linux, macOS                 |
| 2020 | Neon Abyss                           | Windows, PlayStation 4, Xbox One, Switch                               |
| 2021 | The Unliving                         | Windows                                                                |
| 2023 | DREDGE                               | Windows, Switch, PlayStation 5, PlayStation 4, Xbox One, Xbox Series   |